# Ijuin Tada'aki
Ijuin Tada'aki (伊集院忠朗, 1520-1561) est un vassal du clan japonais des Shimazu de l'époque Sengoku. Sous la direction de Tada'aki, le clan Ijuin accède à la prééminence comme l'un des plus importants obligés du clan Shimazu.
Il est au service de Shimazu Tadayoshi et Shimazu Takahisa joue un rôle essentiel dans l'unification du clan Shimazu et dans les batailles contre les clans Itō et Kimotsuki. Au siège du château d'Iwatsurugi en 1554, il est rapporté que Tada'aki fait utiliser par ses troupes des fusils à mèche contre les ennemis pour la première fois dans l'armée des Shimazu. Pour cela et d'autres contributions et services, il occupe le poste de karō principal jusqu'à 1556 et dirige comme le plus haut responsable du clan.
Il est écrit qu'en 1561, au cours d'une fête avec Kimotsuki Kanetsugu, Tada'aki offense Kanetsugu si bien que celui-ci, humilié commence une guerre que le clan Shimazu désirait de toute façon.

## Source de la traduction
- (en) Cet article est partiellement ou en totalité issu de l’article de Wikipédia en anglais intitulé « Ijuin Tadaaki » (voir la liste des auteurs).